# Chiconcoac (Lolotla)
Chiconcoac es una localidad de México, localizada en el municipio de Lolotla en el estado de Hidalgo.

## Toponimia
Del náhuatl chicóme, siete, coatí, culebra, y de c, en: “En siete culebras”.

## Historia
El 30 de octubre de 2005 la localidad de Tolago se desfusiona de Chiconcoac.

## Geografía
Se encuentra en la región geográfica de la Sierra Alta; a la localidad le corresponden las coordenadas geográficas 20° 58’ 53.171” de latitud norte y 98° 44’ 11.695” de longitud oeste, con una altitud de 1365 m s. n. m. Cuenta con un clima semicálido húmedo con lluvias todo el año.
En cuanto a fisiografía se encuentra en la provincia de la Sierra Madre Oriental, dentro de la subprovincia del Carso Huasteco; su terreno es de sierra. En lo que respecta a la hidrografía se encuentra posicionado en la región del Pánuco, dentro de la cuenca el río Moctezuma, y en la subcuenca del río Amajac.

## Demografía
En 2020 registró una población de 516 personas, lo que corresponde al 5.45 % de la población municipal. De los cuales 258 son hombres y 258 son mujeres.
| Gráfica de evolución demográfica de Chiconcoac entre 1900 y 2020 |
|                                                                  |
| Población registrada por los censos y conteos del INEGI.         |